# 山瞪羚
山瞪羚是一種羚羊類的動物，主要分佈於阿拉伯半島。棲息於山、山丘和海岸平原。由於較不適應熱，自全新世晚期以來有被鹿羚(Gazella dorcas)取代的趨勢。

## 分布
曾經廣泛分布於阿拉伯半島地區，北至敘利亞南部，西至西奈半島。1932年最後一次在埃及記錄。1970年代後便沒有在敘利亞境內有記錄。在黎巴嫩，此物種相信在1945年滅絕。1987年最後一次在約旦記錄。
目前分布於以色列 (廣泛分布)、沙烏地阿拉伯 (分布於紅海的法拉珊群島，零星分布於沙國西部)、阿曼 (廣泛分布)、阿拉伯聯合大公國 (Jebel Ali 地區)和葉門 (西部)。

## 亞種
- G. g. acaciae：分布於以色列的 Arava Valley 南部。
- G. g. cora：分布於阿曼、沙烏地阿拉伯、阿拉伯聯合大公國及葉門。
- G. g. erlangeri：分布於沙烏地阿拉伯。
- G. g. farasani：分布於沙烏地阿拉伯的法拉珊群島。
- G. g. gazella：分布於以色列，在埃及、約旦、黎巴嫩及敘利亞區域滅絕。
- G. g. muscatensis：分布於阿曼。